# Shital pati
Au Bangladesh, le shital pati désigne une pratique de tissage, à partir d'un jonc appelé « murta ». Elle est surtout établie dans des villages de la division de Sylhet. En 2017, à la suite d'une décision de l'UNESCO, le shital pati est intégré à la liste représentative du patrimoine culturel immatériel de l'humanité. 

## Pratique de tissage
Le shital pati est l'art traditionnel de conception d'une natte, à la main, avec des bandes d'un jonc local nommé « murta ». La natte fabriquée sert de tapis pour s'asseoir, de dessus de lit ou de prière. La plupart des tisserands sont issus de villages de basse altitude de Sylhet, bien que d'autres vivent dans d'autres régions du pays. Ainsi, les familles de tisserands de Sylhet sont environ quatre mille, réparties dans une centaine de villages. Alors que la cueillette et la transformation du murta sont des activités masculines comme féminines, le tissage est pratiqué par un plus grand nombre de femmes que d'hommes. 

## Reconnaissance
En 2017, lors de la 12e session pour le patrimoine culturel immatériel qui se tint à Jeju en Corée du Sud, cette pratique de tissage est officiellement inscrite sur la liste représentative du patrimoine culturel immatériel de l'humanité, parmi trente-cinq éléments culturels. D'après la définition officielle rédigée par l'UNESCO, le shital pati constitue une source de revenus ainsi qu'un marqueur identitaire, qui se transmet de générations en générations au sein de la famille. Le prestige social et l'aide que cette pratique peut apporter aux personnes, et notamment aux femmes défavorisées, sont également cités. Le descriptif indique aussi que le shital pati, en tant que pratique familiale, confère une certaine harmonie aux liens familiaux et sociaux. Les coopératives, destinées à rendre cet élément rentable et à assurer sa transmission, et les salons gouvernementaux sont les fruits de mesures de sauvegarde. La préservation est effectuée par les communautés concernées. Le musée national du Bangladesh consacra une exposition à cette pratique de tissage en association avec le ministère de la Culture, qui commence le 5 décembre et dure neuf jours.